# 地蔵院 (大阪市大正区)
地蔵院（じぞういん）は大阪市大正区にある真言宗の仏教寺院。

## 概要
寺記によると、地蔵院は、山号を弘法山、真言宗高野派神応寺塔中にして地蔵菩薩を本尊とし、元禄元年（1688年）僧快円の開創。開祖の快円は、江戸時代の国学第一人者契沖が高野山で修行した折に大きな影響を与えている。晩年、快円和尚は、隠居所を定め過ごす。和尚は、神応寺再建に当たって、時の領主の縁故により徳川綱吉に拝謁、官費を賜り寺院復興を成功させた。
戦後、大阪市の区画整理により、境内にあった水賭け不動尊と四国八十八ヶ所地蔵尊などが別院へ移設。

## 歴史
- 1901年（明治34年）4月7日：高野鉄道（現南海高野線）建設のため東成郡墨江村大字上住吉字大領から現在地へ移った[1]。
- 1945年（昭和20年）：空襲で400坪あまりが消失。
- 1955年（昭和30年）：本堂を再建。

## 別院
- 五月山地蔵院別院慶光霊苑(大阪府池田市伏尾町74-22)

## 交通アクセス
- 大阪環状線 大正駅下車、南へ徒歩7分